# 王家湘
王家湘（1936年9月—），女，江苏无锡人，北京外国语大学教授，1957年与北京外国语学院的陈琳结婚，主要研究美国美国黑人文学和女性文学。

## 生平
1936年9月，王家湘出生在江苏省无锡市。1937年，卢沟桥事变爆发，大日本帝国陆军侵占中国大部分领土，她的家人带着她先后搬迁到西南部的贵州省、四川省和广西省，基本上半年就换一所小学，一共换了10多所小学。1947年夏季，她们家搬迁到江苏省南京市，她进入基督教会学校明德女中读书。1948年冬季，中国共产党党组织安排她们家住到了上海市，翌年年初，她进入上海徐汇女中。1949年7月1日，她们家又搬迁到北京市，她在贝满女中（今北京市第一六六中学）读书。1953年，她考入北京外国语学院（今北京外国语大学），毕业后留校任教师。1986年，王家湘以鲁斯学者的身份到康奈尔大学学习。1998年，亨利·路易斯·盖茨邀请并资助王家湘到哈佛大学杜波伊斯非洲与非裔美国人研究所学习，帮助她完成资料文献的收集工作。2000年9月退休。

## 著作
- . 浙江省: 浙江文艺出版社. 2017. ISBN 9787533949174.
- 王家湘; 小亨利·路易斯·盖茨. . 北京市: 北京大学出版社. 2011. ISBN 9787301178164.

## 译著
- 哈里特·伊丽莎白·比彻·斯托. . 北京市: 人民文学出版社. 1998. ISBN 9787020102693.
- 维达. . 北京市: 中国少年儿童出版社. 2017. ISBN 9787514835649.
- 雷切尔·卡森. . 北京市: 接力出版社. 2014. ISBN 9787544835770.
- 海伦·凯勒. . 四川省: 四川文艺出版社. 2019. ISBN 9787541154225.
- 弗吉尼亚·吴尔夫. . 北京市: 北京十月文艺出版社. 2015. ISBN 9787530214565.
- 弗拉基米尔·纳博科夫. . 上海市: 上海译文出版社. 2019. ISBN 9787532780709.
- 亨利·大卫·梭罗. . 北京市: 北京十月文艺出版社. 2009. ISBN 9787530209073.

## 奖项
- 2014年8月，《有色人民——回忆录》（Colored People: A Memoir，1995年），第六届鲁迅文学奖文学翻译奖。[1]
- 2016年，中国翻译协会授予其“资深翻译家”称号。[2]